# Onstaborg (Wetsinge)
De Ontstaborg of Nieuw Ontsta was een borg in de Nederlandse provincie Groningen, gelegen bij het plaatsje Wetsinge. Het zuidelijke deel van het borgterrein lag op een wierde (Wetsinge II), die door de zuidelijke gracht van het terrein werd doorsneden.

## Geschiedenis

### Onsta's
De borg werd waarschijnlijk gebouwd kort na het huwelijk van Aepke Onsta met Gela van Ewsum in 1539 en werd deels bekostigd uit haar goed. De reden voor het bouwen van een nieuwe Onstaborg was waarschijnlijk dat de oude Onstaborg bij Sauwerd zich in dusdanige ruïneuze toestand verkeerde, dat herbouw destijds niet werd overwogen. Aepke werd in 1541 hoofdeling te Wetsinge genoemd, wat erop lijkt te wijzen dat het huis toen al gereed moet zijn geweest. In 1560 werd de borg omringd door hemen, grachten en hoven en hoorden er 100 grazen land bij. Dat jaar bepaalde Aepke dat zijn vrouw na zijn dood het vruchtgebruik van de borg mocht behouden, mits zij niet zou hertrouwen. Aepke overleed in 1564 in Emden, evenals zijn weduwe in 1580. Zij werden beiden begraven in de kerk van Wetsinge. Hun zoon Aylco (de Jonge) behoorde in 1577 tot de Ommelander jonkers die in Groningen gevangen werden gezet.
Aylco was door zijn huwelijk met Hyma van In- en Kniphuisen via haar moeder Eva verwant met Rennenberg. Toch besloot hij om vervolgens te vluchten naar het buitenland. Hij had veel schulden en kon door zijn afwezigheid de rechten die bij de borg behoorden niet uitoefenen, waardoor hij steeds verder verarmde. Bij de boedelscheiding van zijn ouders in 1585 en 1587 werd hij buiten de erfenis gehouden. Zijn dochter Abel kocht de borg, die volgens een meting in 1586 bestond uit het huis, enkele vervallen schathuizen, singels, hoven, appelbomen, geboomtes en heggen, gelegen op een terrein van 6 grazen en 20 roeden groot. Aylco zelf overleed in 1600 als ritmeester in het Staatse leger. Met hem stierf het geslacht Onsta in mannelijke lijn uit.

### Van Starkenborghs
Abel was getrouwd met Albert van Starkenborgh. Tijdens hun huwelijk ging het huis om onduidelijke redenen in een onbekend jaar over op hun familielid Boyo Ocko van der Wenge, terwijl zij zelf verhuisden naar Tinallinge. Boyo Ocko woonde op de borg, net als zijn zoon Philips Sigismund na zijn dood in 1640. Hij trouwde met Josina Tjarda van Starkenborgh, maar overleefde haar. Na zijn dood in 1684 werd de borg door zijn dochter Frederica in 1695 verkocht aan Lambert van Starkenborgh. De borg bestond toen uit een schathuis, een brouwhuis, de eerder genoemde hoven, grachten en singels en 33 grazen (verhuurd) land. De rechten bij de borg omvatten de staande rechtsstoel van Wetsinge, het collatierecht van Wetsinge, gestoelten en plaatsen in de grafkelder van de kerk van Wetsinge, de halve schepperij van de Wetsinger- en Sauwerderzijl, het recht van vrije jacht in de rechtsstoel van Westerdijkshorn, het recht om vrij te malen en bakken bij de mulder en de bakker van Wetsinge en het recht van schouw. Lambert vertegenwoordigde Wetsinge op de Ommelander Landdag tot zijn dood in 1722. Na zijn dood verwierf zijn weduwe door een ruiling ook de Onstaborg in Sauwerd. Het was haar enkel om de bijbehorende rechten te doen en deze Onstaborg werd daarop afgebroken. In 1744 erfde zij ook het Huis te Oosterwijtwerd, dat zij vervolgens aan haar dochter Margaretha Bouwina Tjarda van Starkenborgh gaf. Deze dochter was getrouwd met Egbert Rengers van Farmsum. Na de dood van haar moeder in 1754 erfde zij op haar beurt de Onstaborg. Omdat zij reeds het Huis te Farmsum en het Huis te Oosterwijtwerd bezat verkocht zij het huis in 1766 aan Ary de Graaff.

### Latere bewoners
Ary de Graaff (1729-1788) was geboren in Elmina in het huidige Ghana als zoon van Martinus de Graaff (1700-1733) en de Ghanese vrouw Abenaba. Na het overlijden van zijn vader werd hij op Fort Sint George gedoopt teneinde meegenomen te kunnen worden naar Nederland. Op zijn zeventiende keerde hij terug naar Ghana om daar net als zijn vader equipagemeester te worden. Aldaar verwekte hij twee kinderen bij de Ghanese vrouw Efiba. Ary was actief in de slavenhandel, waarvoor hij ook Suriname bezocht. In 1763 kwam hij samen met zijn kinderen weer terug naar Nederland om te rentenieren van zijn Surinaamse plantage-obligaties. In 1765 trouwde hij in de kerk van Wetsinge met Gesina Barlinckhoff, dochter van een Groningse stadsdrukker. Bij zijn huwelijk noemde hij zich reeds heer van Wetsinge en Sauwerd, wat erop lijkt te wijzen dat het kopen van de Onstaborg een jaar later enkel een formaliteit was. Na het overlijden van het echtpaar werd het huis in 1788 door de voogden over de minderjarige kinderen publiek verkocht. Het huis bestond toen uit de borg, een schathuis, een buiten- en binnenplaats, grote tuinen, hoven, singels, lanen, grachten, een vijver, geboomte en verschillende andere plantages. Het geheel omvatte ongeveer 11 grazen. Tot het goed behoorden 42 grazen bouwland en weiland en een grote boomgaard met appels en peren in Sauwerd bij de oude Onstaborg en verder een groot aantal rechten. In 1789 vond een boeldag plaats, waarbij het meubilair werd geveild.
De borg zelf ging voor 33.100,50 gulden over in handen van Johannes Bebingh, die er ging wonen met zijn vrouw Cornelia Theodora Cleveringa. Hij vertegenwoordigde als zodanig ook het dorp Wetsinge op de Ommelander Landdag. De rechten die bij de borg behoorden waren in de Franse tijd echter afgeschaft en daardoor niks meer waard. In 1800 verkocht Bebingh de borg en het Schathuis op afbraak. Een jaar later werden de bomen verkocht en werd de Onstaborg afgebroken.

### Na de afbraak
Van de borg of de borgstee resteert niets meer. Rond 1900 werd de gracht grotendeels gedempt. In 1918 werd de wierde afgegraven tot 50 centimeter onder het maaiveld, Hierdoor bleef een drassig perceel achter, dat alleen door bemaling kan worden drooggehouden. Aan het einde of kort na de Tweede Wereldoorlog werd de N361 dwars over het voormalige borgterrein aangelegd om de bocht om het terrein af te snijden. Deze bocht is echter nog wel aanwezig als de Oude Weg. Er resteert nog een stukje van de zuidgracht aan westzijde van de N361. Deze werd bij het afgraven van de wierde verlengd naar het Oude Diepje om de vruchtbare wierdegrond af te kunnen voeren. De voormalige noordgracht is nog zichtbaar aan een laagte in het perceel tussen de N361 en de Oude Weg ten noorden van de boerderij. De aanwezige sloten zijn allen later gegraven.

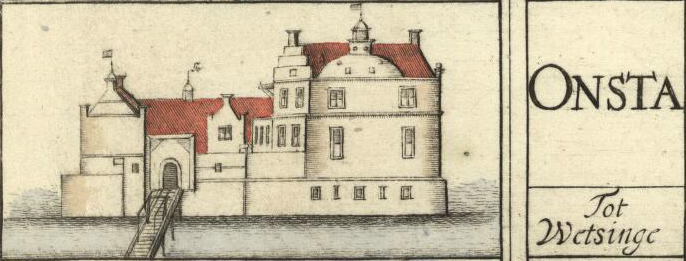
De Onstaborg op de Coenderskaart uit 1678
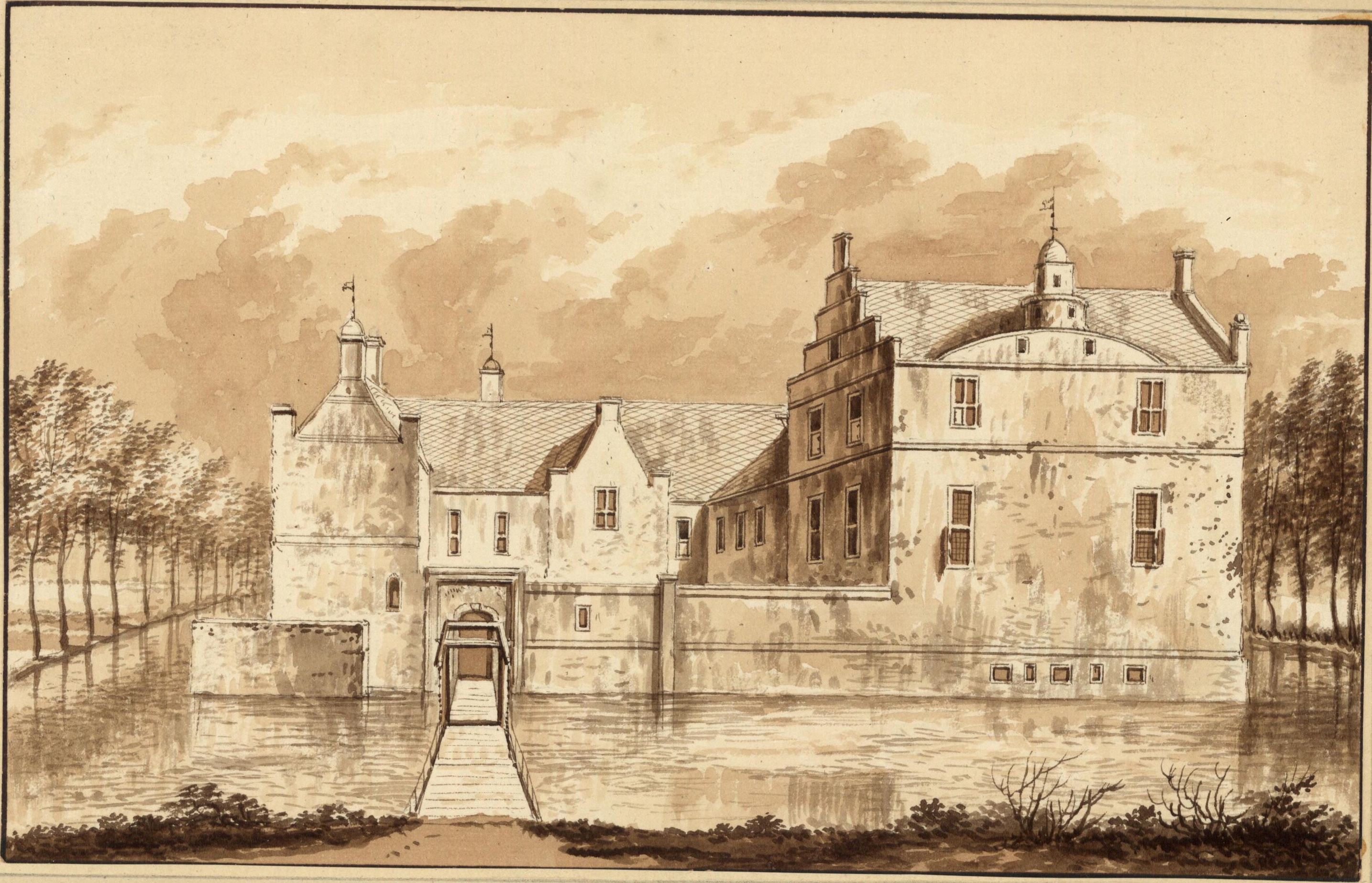
Vroeg-18e-eeuwse tekening naar een voorstudie van de Coenderskaart door Abraham Rademaker
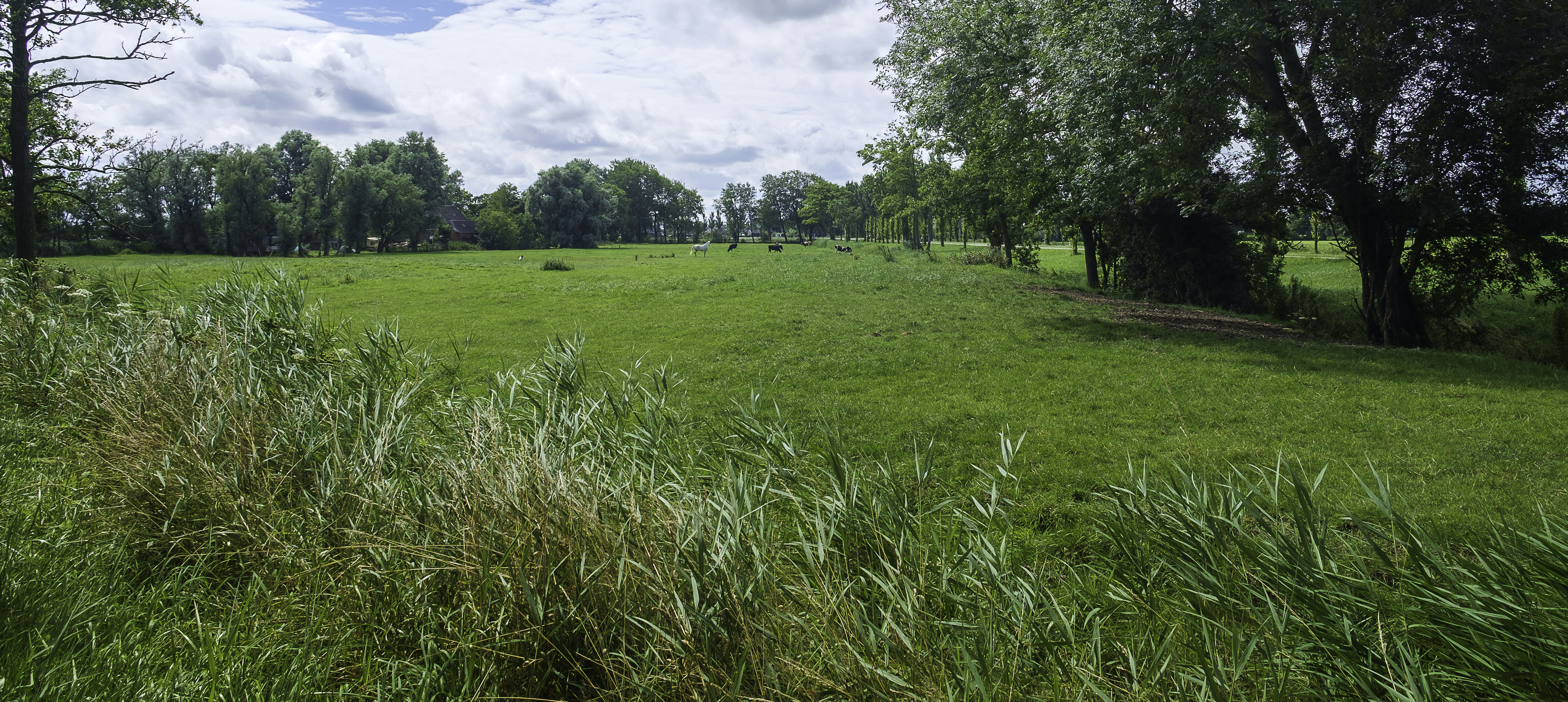
Noordoostelijke deel van het terrein (op de achtergrond).
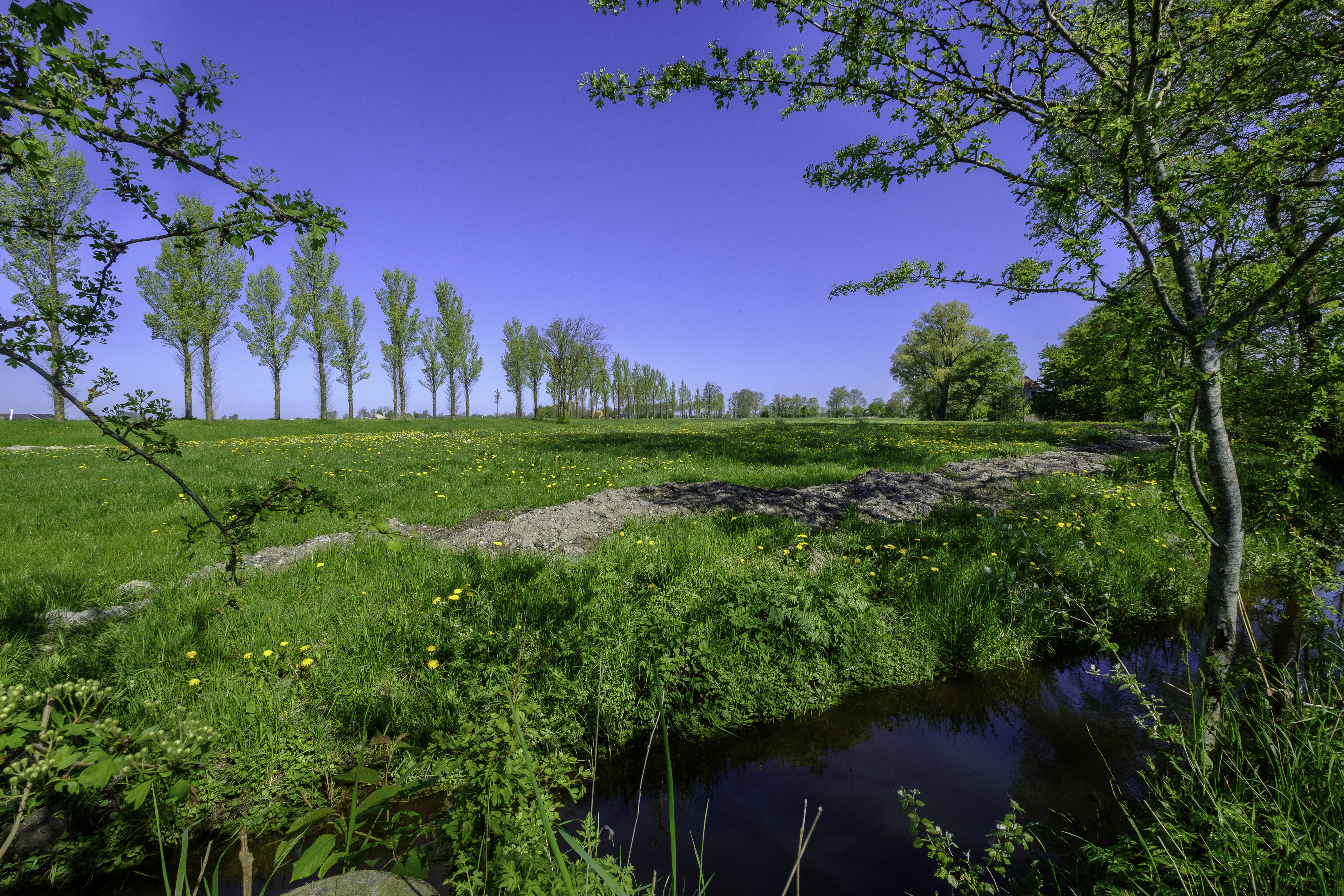
Het terrein vanuit het zuidoosten